# Британская разведывательная экспедиция на Джомолунгму (1921)
Брита́нская разве́дывательная экспеди́ция на Джомолу́нгму 1921 го́да (англ. 1921 British Mount Everest reconnaissance expedition) — горная экспедиция, организованная с целью исследовать окрестности Джомолунгмы, рекогносцировать возможные маршруты восхождения на вершину этой горы и, при возможности, совершить первовосхождение на высочайшую вершину мира. До этой экспедиции ни один европейский исследователь не подходил к Джомолунгме ближе, чем на шестьдесят миль.
В то время Непал был закрыт для иностранцев и подняться на Джомолунгму можно было только с севера, со стороны Тибета. Окрестности Джомолунгмы и расположенные там горные ледники до этой экспедиции были для европейцев практически неизвестной территорией. Никакой карты ледника Ронгбук у них ещё не было, и участники экспедиции ошибочно полагали, что Восточный Ронгбук не соединяется с Главным Ронгбуком, а уходит далее на восток. Из-за этого незнания экспедиция сначала зашла на Главный Ронгбук с севера, но посчитала, что по этому леднику нет пути к вершине. Исследователи поздно осознали свою ошибку, и в результате были вынуждены подниматься на Лхакпа-Ла, затем спускаться на Восточный Ронгбук, затем снова подниматься на Северное седло, потеряв довольно много времени.
Несмотря на всё это, экспедицией был рекогносцирован и частично пройден не оптимальный, но вполне проходимый маршрут: с востока через ледник у деревни Када, затем через седло Лхакпа-Ла к северо-восточной стороне Джомолунгмы, далее на Северное седло, а с него по Северному гребню до вершины. Экспедиция 1921 года прошла этим маршрутом до подножия Северного седла, но подняться выше не смогла и вернулась домой.
По итогам экспедиции стал понятен оптимальный северный маршрут восхождений, по которому многие альпинисты идут и в наши дни: Главный Ронгбук — Восточный Ронгбук — Северное седло — по Северному гребню к вершине. По этому маршруту в 1922 году отправилась следующая британская экспедиция на Джомолунгму; она поднялась выше Северного седла, но вершины также не достигла.
Кроме того, впервые были картографированы тысячи квадратных километров территорий вокруг Джомолунгмы, составлены подробные топографические карты, оказавшиеся очень полезными для последующих экспедиций на Джомолунгму и других исследований, а также геологическая карта региона. Помимо этого, были проведены биологические исследования местной флоры и фауны, сделаны записи погоды, по которым в дальнейшем можно было выбирать время года, наиболее подходящее для восхождения на вершину Джомолунгмы.
Первая экспедиция на Джомолунгму, не достигшая вершины, была вполне успешной как рекогносцировочная, топографическая и научно-исследовательская.

## Предыстория
В 1852 году в ходе «Великого тригонометрического исследования» было установлено, что высочайшим в мире горным пиком является не Канченджанга, а другая гора, получившая тогда условное наименование «Пик XV» (англ. Peak XV), измеренная высота которой составила 29 002 фута (8840 метров) над уровнем моря. В те времена альпинизм только начал развиваться, и даже Монблан ещё не был покорён.
Но в 1907 году британский «Альпийский клуб» уже отмечал свой пятидесятилетний юбилей и разрабатывал планы исследований Джомолунгмы. Генерал Чарльз Гранвиль Брюс, будущий президент клуба, был готов возглавить экспедицию; к нему присоединился Фрэнсис Янгхазбенд, вернувшийся домой из британской экспедиции в Тибет после подписания в 1904 году мирного договора.
Британский Министр по делам Индии лорд Морли не разрешил тогда проведение экспедиции по «соображениям высокой имперской политики». Это решение, а также начавшаяся через несколько лет Первая мировая война надолго помешали проведению экспедиций на Джомолунгму и окрестные горы и, по словам Джона Бакена, «положили конец тем милым мечтам». В частности, из-за войны не осуществились экспедиции в 1915 и 1916 году, которые планировал Сесил Роулинг (англ. Cecil Rawling).
Только в 1920 году Министр по делам Индии одобрил экспедицию на Джомолунгму под руководством полковника Чарльза Говарда-Бьюри (англ. Charles Howard-Bury), которая получила также одобрение генерал-губернатора Индии лорда Рединга. В то время Непал был закрыт для посещения иностранцами. Экспедиция планировала пройти до Джомолунгмы через индийский штат Сикким. Представитель генерал-губернатора Индии в этом штате, сэр Чарльз Белл, незадолго до того побывал в Лхасе и наладил хорошие отношения с Далай-ламой. Далай-лама также дал разрешение экспедиции на проход через тибетскую территорию.
В январе 1921 года «Альпийский клуб» и «Королевское географическое общество» (президентом которого в то время был Фрэнсис Янгхазбенд) совместно учредили «Комитет Джомолунгмы» для координации и финансирования предстоящей экспедиции. Хотя поначалу члены комитета были настроены оптимистично и надеялись, что первая же экспедиция сможет совершить восхождение на вершину, впоследствии они согласились с тем, что главной задачей этой экспедиции будет рекогносцировка местности.

## Участники экспедиции. Выход на маршрут
Служебные обязанности генерала Чарльза Брюса не позволили ему участвовать в альпинистской экспедиции, потому руководителем экспедиции был выбран полковник Говард-Бьюри — не из-за большого альпинистского опыта, но потому что его посчитали человеком, способным решить проблемы, когда они возникнут.
Кроме руководителя, в основном составе экспедиции было ещё восемь человек, в том числе в группе восхождения — опытные альпинисты Гарольд Реборн (англ. Harold Raeburn) и Александр Митчел Келлас, а также более молодые Джордж Мэллори и Гай Буллок (англ. Guy Bullock). Кроме альпинистов, в экспедиции приняли участие:
- Сэнди Уолластон (англ. Sandy Wollaston), врач и натуралист.
- Александр Макмиллан Херон (англ. Alexander Macmillan Heron), геолог.
- Генри Трейс Морсхед и Эдвард Оливер Уилер (англ. Edward Oliver Wheeler) — армейские топографы, прикомандированные к экспедиции.

Экспедиция началась в апреле 1921 года.
В работе экспедиции также участвовали носильщики из местных шерпов и бхутия. Для доставки груза использовали 100 армейских мулов, которых в дальнейшем заменили горными мулами и яками.
18 мая 1921 года экспедиция вышла из Дарджилинга (тогда Британская Индия), до Джомолунгмы им оставалось пройти около 480 километров. Маршрут пролегал через Сикким, к северо-востоку от долины реки Тиста, через Джелеп-Ла (англ. Jelep La) в Тибет и в долину Чумби, проходя через Пагри (уже на высоте 4400 м н.у.м.). Далее предстояло перейти гималайский водораздел на перевале Танг-Ла, затем на Тибетское нагорье.
По мере продвижения экспедиции окружающий климат менялся от жаркого и влажного, где всё бурно зеленело и цвело от частых ливней, до холодного, сухого и очень ветреного.
Мэллори и Говард-Бьюри испытывали неприязнь друг к другу; Мэллори написал, что Говард-Бьюри был «лендлордом в крайней степени, не только страдавшим типичными для тори предубеждениями, но и испытывавшим острую ненависть и презрение к людям всех сортов, кроме его собственного».
Уйдя с дороги на Лхасу и взяв западнее, экспедиция дошла до деревни Кхамба-дзонг. 5 июня здесь умер Келлас (от сердечной недостаточности), а Реборн заболел и вернулся в Сикким. Остальная группа пошла дальше на запад, в долину реки Арун, и дошла до посёлка Шилинг, откуда Джомолунгма видна достаточно хорошо для её топосъёмки (далее по маршруту она снова скрывается за другими горами). Миновав Шелкар-Дзонг, они достигли Тингри-Дзонга, в котором устроили исследовательскую базу для северного этапа экспедиции.

## Северная часть исследований
Из Тингри на юг идут несколько долин, по которым можно подойти к Джомолунгме. 23 июня Мэллори и Буллок вместе с шестнадцатью шерпами и носильщиками отправились в путь. Через два дня они уже были в Чобуке, у входа в долину Ронгбук, где снова увидели вершину Джомолунгмы. Пройдя ещё десять миль, экспедиция остановилась около выступа ледника Ронгбук и там, на высоте около 5000 метров над уровнем моря, разбила базовый лагерь. Неподалёку был расположен монастырь Ронгбук (Мэллори назвал его Чойлинг (Chöyling)). Их первая вылазка из базового лагеря на ледник не имела большого успеха: европейские альпинисты, знакомые только с ледниками Альп, с трудом преодолели 15-метровый серак и на высоте около 5600 метров, на краю Западного Ронгбука, развернулись (в настоящее время такого препятствия в том месте уже нет, поскольку из-за потепления климата ледник с тех пор значительно уменьшился и отступил).

### Ледник Ронгбук
После шести дней акклиматизации и восстановления экспедиция установила Лагерь II на высоте 5300 метров. 1 июля Мэллори с пятью шерпами отправился к верховью ледника, находящемуся около Северной стены. На высоте 5800 м он мог обозреть и оценить западный склон Северного седла и западный гребень Джомолунгмы, чтобы выбрать дальнейший маршрут. Но ни один из таких маршрутов восхождения не выглядел обнадёживающим, и Мэллори решил, что надо исследовать Западный Ронгбук.

### Западный Ронгбук
Чем дальше экспедиция продвигалась на запад, тем сложнее становился рельеф. Потому 5 июля Мэллори и Буллок взошли на Тонгквианг (англ. Tongquiang) для лучшего обзора. Там они смогли изучить верхнюю часть Северной стены и Северный гребень над Северным седлом и решили, что их прохождение будет в дальнейшем выполнимо. Вместе с тем они неверно приняли Чангзе (Северный пик) за высокий гребень Джомолунгмы, который идёт от неё на восток к реке Арун. Потому они решили, что подход к восточной стороне Северного седла с ледника Ронгбук невозможен; в тот момент они ещё не могли знать, что ледник на другой стороне Северного седла также впадает в Главный Ронгбук. Оттуда, где эти ледники соединяются (чуть выше монастыря Ронгбук), видна лишь малая часть ледника.
Зато Мэллори и Буллок рекогносцировали два перспективных маршрута, пролегавших западнее: один через перевал Лхо-Ла на истоке Западного Ронгбука, второй — через седло между горами Пумори и Лингтрен (англ. Lingtren). Можно было надеяться, что из долины, расположенной к югу от этих перевалов, есть проходимый путь до вершины Джомолунгмы. Поэтому альпинисты потратили десять дней на то, чтобы дойти до седла между Пумори и Лингтреном. Они двигались на запад через ледник Пумори и 19 июля увидели сверху Долину молчания и ледник Кхумбу. Увидеть Южное седло они не могли, но посчитали, что ледник Кхумбу выглядит «ужасно крутым и изрезанным», да и 460-метровый спуск с их седла на ледник был «безнадёжным обрывом». Любые маршруты через Долину молчания могли начинаться только в Непале.
20 июля экспедиция свернула лагеря, так и не выбрав подходящий маршрут восхождения. Однако ещё оставалась возможность подойти к Северному седлу с востока. Перед тем, как пойти этим путём, Мэллори и Буллок начали исследовать незнакомое им место, где Восточный Ронгбук выходит из ущелья, но эти исследования пришлось сокращать из-за того, что Мэллори вставил фотопластинки в фотоаппарат задом наперёд и фотографии не получились. Фотографирование было важной частью экспедиции, потому два дня Мэллори и Буллок ходили вокруг, стараясь снова сделать те же фотоснимки. В то же время, благодаря этим обстоятельствам Буллок дошёл до Лхо-Ла и смог впервые заснять ледопад Кхумбу. 25 июля они воссоединились с партией Говарда-Бьюри в Чобуке.

### Топосъёмка Морсхеда и Уилера, другие исследования
В это же время топографы Морсхед и Уилер обследовали 31000 км² незнакомой труднопроходимой местности для того, чтобы составить её карту в масштабе 4 мили в одном дюйме (1:250000, в 1 см 2,5 км), а также обновить карту Сиккима. Кроме того, Уилер произвёл тщательное фотографирование 1600 км2 окрестностей Джомолунгмы и создал их однодюймовую карту (масштаб 1:63360).
Уолластон собирал и определял растения, птиц и животных, а Херон проводил геологические исследования на площади свыше 21 000 км² и создал геологическую карту.
Говард-Бьюри исследовал восточные окрестности Джомолунгмы в поисках подходящего места для будущего базового лагеря. Не имея возможности переправиться через приток реки Арун, он пришёл в о́круг Када, где никто из местных жителей не знал, откуда течёт эта река. Но река была явно ледниковой, и Говард-Бьюри предположил, что она берёт начало на Джомолунгме и что на её берегу будет хорошее место для восточного лагеря (если он понадобится). Затем Говард-Бьюри снова отправился на запад для проведения дальнейших исследований и для того, чтобы 29 июля вся экспедиция могла переместиться в Каду. Он же вёл записи об этих научных работах, а также об использованном оборудовании и фотокамерах.
Карты, составленные экспедицией

## Восточная часть исследований

### Из долины Кхарта в долину Кама
2 августа Мэллори и Буллок, подозревая, что исток реки Кхарта находится на Северном седле, отправились вверх по течению этой реки. На следующий день местные жители сказали им, что существует ещё одна река, стекающая с Джомолунгмы. Потому Мэллори и Буллок пошли через перевал Лангма Ла (5500 м н.у.м.) в долину реки Кама, которая течёт параллельно Кхарте к югу от неё. Так они оказались близ горы Макалу, расположенной ещё немного южнее. Потом исследователи подошли к леднику Кангшунг, откуда увидели сразу Лхоцзе, Джомолунгму и стену Кангшунг. Там, в долине реки Кама, среди трёх высочайших пиков мира, Мэллори написал: «Самые величественные и прекрасные горные пейзажи из тех, что я видел до сих пор, могли бы стать ещё прекраснее от лёгкого прикосновения руки художника. Но здесь — как будто все штрихи уже были добавлены».
Увидев Стену Кангшунг, Мэллори и Буллок посчитали восхождение по ней невозможным; Мэллори отметил: «Другой человек, менее умудрённый, может попытаться пройти этим путём, но это решительно не для нас».
Возвращаясь в долину Кхарты, они взошли на вершину Картзе (6520 м н.у.м.) 7 августа, откуда могли хорошо рассмотреть и Северное седло, и Стену Кангшунг. Оттуда же альпинисты увидели Северо-Восточный гребень Джомолунгмы и посчитали его очень трудным для прохождения (и они не ошиблись: этот гребень впервые был пройден только в 1995 году). Оставался только один проходимый маршрут восхождения: через Северное седло на Северный гребень. Мэллори и Буллок спустились с вершины Картзе в долину Камы, затем вернулись в долину Кхарты.

### Возвращение в долину реки Кхарта
13 августа Мэллори заболел, и Буллоку пришлось самому продвигаться далее на восток, исследуя ледник. Но очень скоро Буллок увидел, что этот ледник заканчивается на высоком перевале, а вовсе не стекает с Северного седла далее на восток, как участники экспедиции ранее полагали. У края ледника Буллок развернулся, не став продолжать путь, и послал гонца к Мэллори с сообщением про ледник.
Буллок возвратился, и Говард-Бьюри получил письмо от Уилера с результатами исследований местности. Стало ясно, что ледник, стекающий вниз с восточной стороны Северного седла, круто заворачивает на север и соединяется с Главным Ронгбуком. Участники экспедиции поняли свою ошибку, но для возвращения на Главный Ронгбук, который теперь представлялся лучшим путём восхождения, уже не хватало времени, и они решили: лучшее, что можно сделать — это пройти по маршруту, разведанному Буллоком, через перевал, который они назвали Лхакпа-Ла («Ветреный проход»), чтобы выяснить, возможно ли этим путём подойти к Северному седлу.
Погода была неблагоприятной, а ледник — ненадёжным; но в итоге экспедиция дошла до Лхакпа-Ла (6800 м н.у.м.) 18 августа. После этого Мэллори решил, что подходящий маршрут восхождения уже найден, и остальные согласились с тем, что исследования можно заканчивать. Все вернулись в базовый лагерь, где потом отдыхали десять дней.
Маршрутные наброски Мэллори (к востоку от Северного седла)
```
Ледник, начинающийся между Джомолунгмой и Северным пиком, не стекает вниз к «Обозреваемой долине». Вместо этого он поворачивает на север, затем на запад, чтобы снова возникнуть на «Встрече потоков 27 июня» и соединиться с ледником Ронгбук, следуя дальше на север
[
прим. перев. 7
]
[
51
]
```

## Северное седло
Пока Мэллори и Буллок отдыхали, другие участники экспедиции установили предварительный базовый лагерь (англ. advance base camp) на высоте 5300 и Лагерь II на высоте 6100 метров на леднике Кхарта, но пока оба лагеря оставались незаселёнными. Был план установить Лагерь III на Лхакпа-Ла, Лагерь IV на Северном седле и ещё один лагерь перед вершиной, но, как оказалось, участники экспедиции серьёзно недооценили сложность этой задачи.
Им пришлось целый месяц ждать окончания муссонов, и только 31 августа вся партия переселилась в предварительный базовый лагерь; к ним присоединился и неожиданно вернувшийся Реборн. В предварительном базовом лагере они оставались до 20 сентября, ожидая улучшения погоды. Потом Мэллори, Буллок, Морсхед и Уилер вышли из того лагеря и достигли Лхакпа-Ла. Они поняли, что пройти Северное седло невозможно при отсутствии промежуточного лагеря и вернулись в Лагерь II для пополнения припасов. Вся команда (кроме Реборна) вместе с двадцатью шестью шерпами теперь могла снова выдвинуться в путь и установить Лагерь III. Следующим утром Мэллори, Буллок и десять шерпов спустились на Восточный Ронгбук, пока остальные люди из партии возвращались. После очень трудной ночёвки на леднике, где было холодно и ветрено, на следующий день, 24 сентября, они увидели, что партия дошла до Северного седла, хотя и не несла с собой никакого груза. Территория Северного седла вполне подходила для установки лагеря, но там дул крайне сильный ветер, делавший невозможным дальнейшее продвижение. Пришлось спускаться на ледник. Там Мэллори и Буллок посчитали, что у них не получится ни разбить лагерь на Северном седле, ни выжить там в биваке на высоте 7000 метров над уровнем моря. К тому же погода всё ухудшалась, и наконец разыгралась буря. 25 сентября партия была вынуждена снова взбираться на Лхакпа-Ла, 26-го вся экспедиция оставила верхние лагеря и вернулась в долину реки Кхарта, а 25 октября благополучно добралась до Дарджилинга.

## После экспедиции
Ещё до того, как разведывательная экспедиция покинула Тибет, «Комитет Джомолунгмы» решил, что завершать восхождение будет уже следующая экспедиция, которая направится туда в 1922 году под руководством генерала Брюса. Рекогносцированный маршрут будет пройден повторно, при этом у восходителей будут кислородные приборы. И экспертами, и широкой публикой британская экспедиция 1921 года была признана успешной, и когда «Королевское географическое общество» и «Альпийский клуб» устроили в Куинс-холле торжественную встречу участников экспедиции, на неё пришло много людей. Говард-Бьюри стал знаменитостью и был награждён Золотой медалью Королевского географического общества за успешное руководство экспедицией.
Мэллори надеялся, что теперь сможет оставить работу школьного учителя и стать профессиональным писателем и альпинистом. Когда он писал главы для книги Говарда-Бьюри «Джомолунгма: рекогносцировка-1921» (англ. Mount Everest the Reconnaissance, 1921), вышедшей в печать в 1922 году, то ясно дал понять, что хочет оплаты за свои услуги. Однако три месяца спустя, когда в 1923 году Мэллори отправлялся в свою последнюю экспедицию, он так и не получил денег за свой писательский труд, а когда он попробовал «надавить» на «Комитет Джомолунгмы», те расторгли с ним договор, заявив, что не должны ничего ему платить, хотя и добавив: «[мы] высоко оцениваем Ваш вклад».

## Фотографии
- Кхамба-дзонг (фото экспедиции)
- Шелкар Дзонг (фото экспедиции)
- Джомолунгма и Чангзе (фото Мэллори)
- Долина Камы. Фото Уолластона
- Можжевельники в долине Камы. Фото Уолластона